# Arsen Bagdasarýan
Pour les articles homonymes, voir Bagdasarian.
Arsen Bagdasarýan, né le 11 mars 1977 en RSS du Turkménistan (aujourd'hui au Turkménistan), est un footballeur international turkmène, qui évoluait au poste de défenseur.

## Biographie

### Carrière en sélection
Arsen Bagdasarýan reçoit une sélection en équipe du Turkménistan lors de l'année 2004.
Il participe avec cette équipe à la Coupe d'Asie des nations 2004 organisée en Chine.

## Palmarès
| Köpetdag Achgabat - Championnat du Turkménistan : - Vice-champion : 1996. - Coupe du Turkménistan (1) : - Vainqueur : 1997. |  | Nisa Achgabat - Championnat du Turkménistan (3) : - Champion : 1998-99, 2001 et 2003. - Vice-champion : 2002 et 2004. - Coupe du Turkménistan (1) : - Vainqueur : 1998. - Finaliste : 2000 et 2003. |